# L'uomo ombra (romanzo)
L'uomo ombra (in originale The Thin Man) è un romanzo giallo hard boiled scritto da Dashiell Hammett. Una prima stesura parziale di dieci capitoli apparve per la prima volta nel dicembre 1933 sulle pagine della rivista Redbook, ora inserita in varie raccolte di racconti di Hammett; non vi compaiono i due protagonisti del romanzo, Nick e Nora Charles. L'8 gennaio 1934 il romanzo, completato, fu pubblicato in un volume dalla casa editrice Knopf.
Fu l'ultima opera scritta da Hammett, che per il resto della sua vita si dedicò quasi solamente all'attivismo politico.

## Trama
La storia è ambientata a New York, nell'era del Proibizionismo. I protagonisti sono un ex-detective privato, Nick Charles, e sua moglie Nora, giovane e sveglia. Nick, figlio di immigrati greci (al padre fu contratto il cognome all'anagrafe dall'originale "Charalambides"), ha cessato la sua attività da quando ha sposato la ricca Nora, e insieme passano gran parte del tempo in camere d'albergo o in speakeasy, bevendo alcolici allegramente, spesso giungendo all'ubriachezza. Nick e Nora non hanno figli, ma posseggono un Fox Terrier femmina chiamata Asta.
Nick viene coinvolto, suo malgrado, in un caso di omicidio. L'indagine porta la coppia a contatto con un'eccentrica famiglia, i Wynants, e con vari elementi della polizia e della malavita. Mentre cercano di risolvere il caso, Nick e Nora dimostrano molta affinità nello scambiarsi continuamente battute ironiche e argute e nel bere grandi quantità di alcol.
Nel corso del romanzo si delinea un indiziato principale, Clyde Wynant, il misterioso ed eccentrico patriarca della famiglia Wynant. Durante l'indagine viene trovato uno scheletro che viene riconosciuto come il cadavere di una persona grassa, per via dei larghi indumenti ritrovati con lui. Si scopre poi essere un tentativo di depistaggio: erano i resti di un uomo magro (in inglese Thin Man, come il titolo originale del romanzo), precisamente lo scomparso Clyde Wynant. Il diversivo, fatto per incastrare Wynant, era opera di persone che gli avevano rubato un grande ammontare di denaro e che lo avevano ucciso nell'ultima notte in cui era stato visto.

## Opere derivate
Nel 1934 dal romanzo fu tratto un film omonimo, diretto da W. S. Van Dyke. Sebbene Hammett non avesse mai scritto un seguito, furono invece prodotti altri cinque sequel cinematografici con gli stessi protagonisti, Nick e Nora Charles: Dopo l'uomo ombra (After the Thin Man, 1936), Si riparla dell'uomo ombra (Another Thin Man, 1939), L'ombra dell'uomo ombra (Shadow of the Thin Man, 1941), diretti ancora da Van Dyke, L'uomo ombra torna a casa (The Thin Man Goes Home, 1945) di Richard Thorpe, e Il canto dell'uomo ombra (Song of the Thin Man, 1947) per la regia di Edward Buzzell.
Nel 2011 è stata annunciata la lavorazione di un remake, che sarà diretto da Rob Marshall e in cui il ruolo del protagonista sarà affidato a Johnny Depp.

## Edizioni italiane
- L'uomo ombra, trad. Marcella Hannau
  - Milano: Longanesi («I gialli proibiti» 4), 1953
  - in Tutto Dashiell Hammett, (con prefazione di Mario Monti), Milano: Longanesi («I marmi» 31), 1962
  - Milano: Longanesi («I super pocket» 274), 1975
  - in I grandi romanzi gialli di Dashiell Hammett, cit.
  - Milano: Mondadori («Maschera nera» 7), 1980
  - Milano: Mondadori («Oscar» 1766 e «Oscar gialli» 125), 1984 (con prefazione di Diego Zandel)
  - Parma: Guanda («Narratori della Fenice»), 1992 ISBN 88-7746-578-6
- L'uomo ombra, trad. Sergio Altieri
  - in Romanzi e racconti, Milano: Mondadori («Meridiani»), 2004 (con introduzioni di Roberto Barbolini e Franco Minganti) ISBN 88-04-49965-6
  - Milano: Mondadori («Oscar gialli» 2011), 2011 ISBN 978-88-04-60498-3